# Феофан (Соколов)
Феофан (в миру Феодор Соколов; 1752—1832) — архимандрит Русской православной церкви, настоятель Кириллова Новоезерского монастыря.

## Биография
Феодор Соколов родился 11 мая 1752 года в городе Троицке, Пензенской губернии; по происхождению из дворян. Образование Феодор получил в доме родителей и уже на 14-м году жизни объявил свое намерение поступить в монастырь, но по желанию родителей должен был отправиться в Москву и поступить на службу в Вотчинную коллегию.
В 1771 году, во время чумы, он потерял своих родителей и, пораженный грозными явлениями смерти, решился оставить службу и идти в монастырь. Первыми местами его пребывания были пустыни — Саровская (был в ней недолго), Санаксарская (пробыл три года) и Введенская Островская, Владимирской губернии (был два года); в них Феодор Соколов усердно проходил все послушания и утверждался в благочестии.
В 1777 году он предпринял путешествие ко Святым местам, но доехал только до валашского монастыря Тисмана, где был удержан и пострижен в монашество с именем Феофана. Притесняемая турками братия монастыря Тисмана переселилась на время (1778—1780 гг.) в Молченскую Софрониеву пустынь, а монах Феофан удалился в Флорищеву пустынь, где был произведен в иеродиакона и через два года вернулся в Софрониеву пустынь.
В то время стали требовать в Александро-Невскую лавру из разных монастырей лиц для занятия некоторых должностей. Из Софрониевой пустыни вместе с другими в 1782 году был отправлен и Феофан. В лавре он проходил должности канонарха, ключника, затем взят был в келейники к митрополиту Гавриилу и в 1785 году рукоположен в иеромонаха крестовой церкви. Он был очень близок к митрополиту, пользовался его доверием и писал для него все «секретные бумаги». Митрополит ценил в иеромонахе Феофане духовную опытность и знание иноческой жизни, советовался с ним при выборе настоятелей монастырей Новгородской епархии и назначил его в общество ученых, исправлявших присланный из Валахии перевод книги «Добротолюбие». «Он не знает греческого языка, — говорил о Феофане Соколове митрополит, — но из опыта знает духовные истины, которых нельзя постигнуть одним только книжным учением, и потому правильнее ученых может понимать смысл наставлений, содержащихся в книге Добротолюбие».
В 1791 году Феофан Соколов посвящен был в игумена Николо-Моденского монастыря, Новгородской епархии. За два года управления этим монастырем он успел выстроить каменную колокольню и трапезу, увеличить число братии и богомольцев, ввести строгий порядок и чинное отправление богослужения.

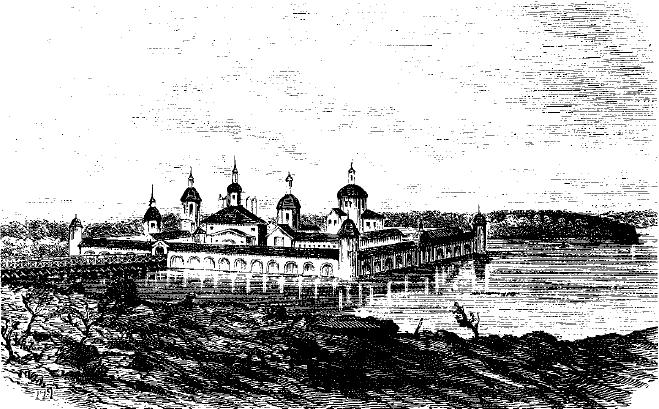
Кирилло-Новоезерский монастырь

В 1793 году игумен Феофан был перемещен в Кириллово-Новоезерский монастырь, которым и управлял до самой смерти. Он придал монастырю совершенно новый наружный вид, не оставив ни одного из прежних зданий без существенных исправлений и многие построив совершенно вновь. Он обновил и распространил соборную церковь Воскресения с приделами, украсил ее великолепным вызолоченным иконостасом и стенною живописью, устроил драгоценную раку для мощей преподобного Кирилла и чугунный пол в церквах; довершил постройкою Захарьевскую церковь, с трапезой, кухней и хлебней; построил красивую, с большими часами, колокольню, двухэтажные корпуса для келий и каменную ограду вокруг всего монастыря со святыми воротами и шестью башнями; кроме того — деревянный мост на сваях, в 140 саженей длины, чтобы соединить монастырь с ближайшим островом.

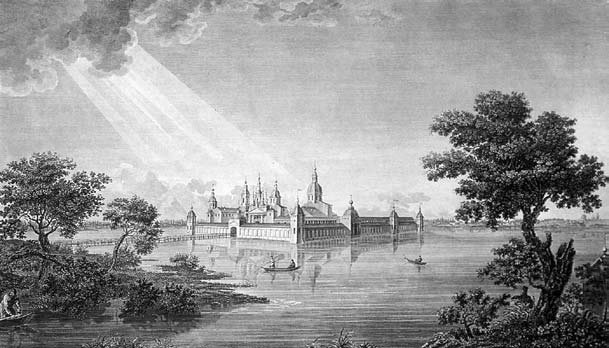
Вид Кирилло-Новоезерского монастыря. А. Г. Ухтомский. Гравюра резцом с рисунка Каулинга (1823)

Много прилагал он забот и о внутреннем устройстве монастырской жизни: он учредил общежитие, наблюдал за строгим исполнением церковного устава, ввел столповое пение и непрерывное чтение псалтыри; от братии требовал соблюдения монашеских правил, собственным примером показывая образ жизни, вполне сообразный с духом православного иночества.
В 1799 году он был назначен благочинным окрестных монастырей и везде давал наставления, как нужно жить в монастыре и как в мире, какие добродетели должны украшать инока и какие — мирянина. Этими духовными наставлениями отец Феофан был далеко известен, и многие обращались к нему и лично, и письменно, желая получить от него совет, вразумление и утешение.
В 1819 году он возведен был в сан архимандрита; в 1829 году по болезни и старости он был уволен на покой, но остался на жительстве в том же монастыре; 3 декабря 1832 года последовала его тихая блаженная кончина.
В «приложениях» к жизнеописанию Феофана Соколова помещаются: а) духовное завещание его, б) рассказы отца Феофана о собственной жизни и современных подвижниках, в) нравственно-духовные наставления отца Феофана и г) письма архимандрита Феофана к разным лицам.